# Nako Mizusawa
Nako Mizusawa (水沢奈子) est un mannequin et actrice japonaise née le 1er octobre 1993 dans la préfecture d'Aichi (Japon). Elle est recrutée par l'agence Foster Management.

## Filmographie
- 2007 : Kowai Doyo
- 2008 : Boku tachi to chuzai san no 700 nichi senso
- 2008 : Tamami: The Baby's Curse / Akanbo shojo
- 2009 : Gakko Ura Site
- 2009 : Mai Mai Miracle
- 2009 : Listen to My Heart / Hikidashino nakano Love Letter
- 2011 : GANTZ
- 2011 : Avatar / Abataa[1]

## drama
- 2007 : Hana Yori Dango 2 / Boys Over Flowers 2 - Ep.5
- 2007 : 3 nen B gumi Kinpachi sensei 8
- 2009 : BOSS - Ep.6
- 2010 : Ojiichan wa 25 Sai
- 2010 : Sotsu Uta
- 2011 : Iryu Sosa - Ep.5
- 2011 : Holy Battle in Couleur de Rose -the future is in our hands- / Barairo no Seisen - Ep.3